# Epiclasis
Epiclasis is een stijlfiguur waarbij een conclusie wordt toegevoegd aan een beschrijving.
voorbeeld
- Een kat iets aan zijn staart binden moet je niet doen, nooit!
- Dat was misschien wel het beste optreden ooit, magnifiek!